# Tango-Études
Los Tango-Études (también conocidos como Estudios tanguísticos para flauta sola) son una serie de seis estudios para flauta sola, compuestos por Astor Piazzolla en 1987. Se trata de obras en el formato de estudio y con ritmo de tango. Es la única pieza de Piazzolla donde utiliza la flauta como único instrumento, y también las únicas de un instrumento solista que es monofónico. La obra también suele interpretarse con violín solo, y se ha vuelto parte del repertorio estándar, tanto de flautistas como de violinistas.

## Contexto histórico
Piazzolla ya había compuesto obras para instrumento solista, como Cuatro piezas breves (1944) para piano solo, así como dos piezas para bandoneón solo en 1981, Mi loco bandoneón y Pedro y Pedro (dedicada a Pedro Láurenz y Pedro Maffia). Sin embargo, estas estaban realizadas para instrumentos con textura polifónica; mientras los Tango-Études están compuestos para un instrumento puramente melódico (monódico).

Piazzolla compuso los seis Tango-Études en 1987, en una etapa en la que su obra se internacionalizó y había un enorme interés por su música a nivel mundial. En esa época, Piazzolla estaba componiendo de manera erudita. Ese año, Astor escribió:
Acabo de terminar varios estudios tanguísticos para flauta, y espero que la obra circule por los conservatorios de música del mundo entero.

## Instrumentación
La pieza está escrita originalmente para flauta sola, pero por la tesitura de la pieza, puede tocarse también para violín solo.
La obra ha sido transcrita para múltiples instrumentos, como saxofón, oboe, clarinete e, incluso, para piano solo. Henry Lemoine ha publicado la obra con múltiples arreglos, incluyendo una versión para dos flautas.

## Estructura
La obra se trata de una serie de estudios, con las siguientes indicaciones:
1. Décidé
2. Anxieux et rubato
3. Molto marcato e energico
4. Lento meditativo
5. Sans indication
6. Avec anxiété

## Análisis
La obra está escrita para ser un estudio para flauta, por lo cual tiene múltiples retos técnicos para este instrumento. Sobre la interpretación, el propio Piazzolla dejó un testimonio señalando:
Estos estudios tanguísticos dependen de la gracia del solista, sobre todo exagerando los acentos y respiraciones que debieran parecerse a la manera de tocar los tangos en el bandoneón.

El flautista Arturo Schneider, quien formó parte del Octeto Electrónico, describió estos estudios de la siguiente forma:

Los estudios yo los pienso para bandoneón más que para flauta. Explotan las sonoridades de la flauta pero realmente suenan a bandoneón, son un ejercicio “bandonionístico”. [Piazzolla] tocaba así, con esas modulaciones constantes y muy difícil.

## Grabaciones

### Flauta
- Astor Piazzolla: Works for flute and guitar. Mikael Helasvuo (flauta). Ondine, 1992[9]
- Piazzolla For Two: Tangos For Flute & Guitar. Patrick Gallois (flauta). Deutsche Grammophon, 1996[10]
- Astor Piazzolla: Complete Music for Flute and Guitar. Irmgard Toepper (flauta). Naxos, 1999[11]
- Piazzolla: Histoire du Tango. Cécile Daroux. Harmonia Mundi, 1999[12]

### Violín
- Tracing Astor: Gidon Kremer Plays Astor Piazzolla. Gidon Kremer (violín). Nonesuch, 2001[13]
- Bella Unaccompanied. Bella Hristova (violín). A.W. Tonegold Records, 2012[14]
- Piazzolla: Café 1930. Music for Violin and Guitar. Piercarlo Sacco (violín). Brilliant Classics. 2014[15]

### Otras versiones
- Piazzolla and Villa-Lobos: Music for clarinet and piano. Versión para clarinete y piano. Javier Vinasco (clarinete), Edith Ruiz (piano). Música de cámara latinoamericana. 2007[16]
- Solo Piazzolla. Manuel Barrueco (guitarra). Tonar Music, 2007[17]
- Oboe solo. Yeon-Hee Kwak (oboe). MDG, 2007/2012[18]
- ¡ACENTUADO! Yuri Liberzon (guitarra). 2017[19]